# Уральський федеральний округ
Уральський федеральний округ (рос. Ура́льский федера́льный о́круг) — один із восьми федеральних округів Росії. Населення — 12 373 926 осіб за переписом 2002 року (8,52 % від населення країни), площа — 1 788 900 км² (10,5 % площі країни). Регіональний центр — місто Єкатеринбург. Поточний представник президента в регіоні — Якушев Володимир Володимирович.

## Склад округу

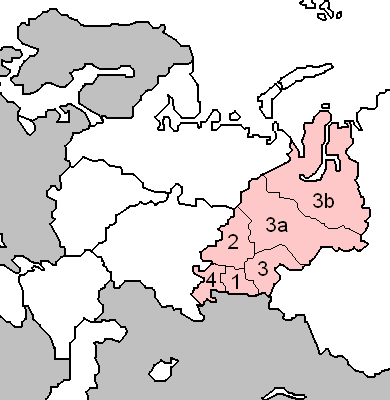
Склад округу

| №п/п             | Регіон суб'єкт федерації | Площа (км²) | Населення 9 жовтня 2002 | Центр           | Склад                                                           | Докладніше |
| Області          |                          |             |                         |                 |                                                                 |            |
| 1                | Курганська               | 71 000      | 1 020 000               | Курган          | 24 районів і 2 міста                                            | докладніше |
| 2                | Свердловська             | 194 800     | 4 490 000               | Єкатеринбург    | 30 районів і 34 міста                                           | докладніше |
| 3                | Тюменська                | 1 435 200   | 3 266 000               | Тюмень          | 38 районів і 26 міст                                            | докладніше |
| 4                | Челябінська              | 87 900      | 3 606 000               | Челябінськ      | 24 райони і 23 міста                                            | докладніше |
| Автономні округи |                          |             |                         |                 |                                                                 |            |
| 3а               | Ханти-Мансійський — Югра | 523 100     | 1 433 000               | Ханти-Мансійськ | 9 районів і 14 міст                                             | докладніше |
| 3b               | Ямало-Ненецький          | 750 300     | 507 000                 | Салехард        | 7 районів і 7 міст                                              | докладніше |
|                  | Разом                    | 1 788 900   | 12 382 000              | Єкатеринбург    | 116 районів і 85 міст у складі 4 областей, 2 автономних округів |            |